# Discurso Nacional de S.M el Rey
Discurso Nacional de S.M el Rey är ett TV-tal som kungen av Spanien håller till folket vare jul, med start 1975. Talet sänds i alla kanaler.
Kungen tar då upp olika aktuella problem som finns i Spanien. 2004 handlade det mycket om Bombdåden i Madrid 2004, och 2006 handlade det mycket om vikten av ett enat Spanien i kampen mot terrorismen. Flera referenser till talet i popkultur har också förekommit.